# رویه سکوت
رویه سکوت (انگلیسی: Silence procedure)، رضایت ضمنی یا رویه پذیرش ضمنی یک روش پذیرش رسمی متون است، که غالباً، ولی نه منحصراً، در بافتار سیاست بین‌المللی به‌کار می‌رود.